# Championnat d'Eswatini féminin de football
Le championnat d'Eswatini féminin de football ou Women Football League est une compétition de football féminin en Eswatini. Elle est organisée par la Fédération d'Eswatini de football.

## Palmarès
| Saison    | Champion                 |
| --------- | ------------------------ |
| 2004      | Kappa Ladies FC          |
| 2005      | Muchachas FC             |
| 2005-2006 | Kappa Ladies FC          |
| 2006-2007 | Muchachas FC             |
| 2007-2008 | Muchachas FC             |
| 2008-2009 | Muchachas FC             |
| 2009-2010 | Muchachas FC             |
| 2010-2011 | Muchachas FC             |
| 2011-2012 | Mbabane Swallows FC      |
| 2012-2013 | Mbabane Swallows FC      |
| 2013-2014 | Muchachas FC             |
| 2014-2015 | Young Buffaloes          |
| 2015-2016 | Young Buffaloes          |
| 2016-2017 | Manzini Wanderers        |
| 2017-2018 | Manzini Wanderers        |
| 2018-2019 | Young Buffaloes          |
| 2019-2020 | Compétition abandonnée   |
| 2020-2021 | Compétition non disputée |
| 2021-2022 | Young Buffaloes          |
| 2022-2023 | Young Buffaloes          |
| 2023-2024 | Young Buffaloes          |

| Club                                                    | Titres |
| ------------------------------------------------------- | ------ |
| Muchachas FC                                            | 7      |
| Young Buffaloes                                         | 6      |
| Kappa Ladies FC, Mbabane Swallows FC, Manzini Wanderers | 2      |